# Gerwasia quitensis
Gerwasia quitensis är en svampart som först beskrevs av Gustaf Lagerheim, och fick sitt nu gällande namn av Buriticá 1994. Gerwasia quitensis ingår i släktet Gerwasia och familjen Phragmidiaceae.   Inga underarter finns listade i Catalogue of Life.